# 응유 (유제품)

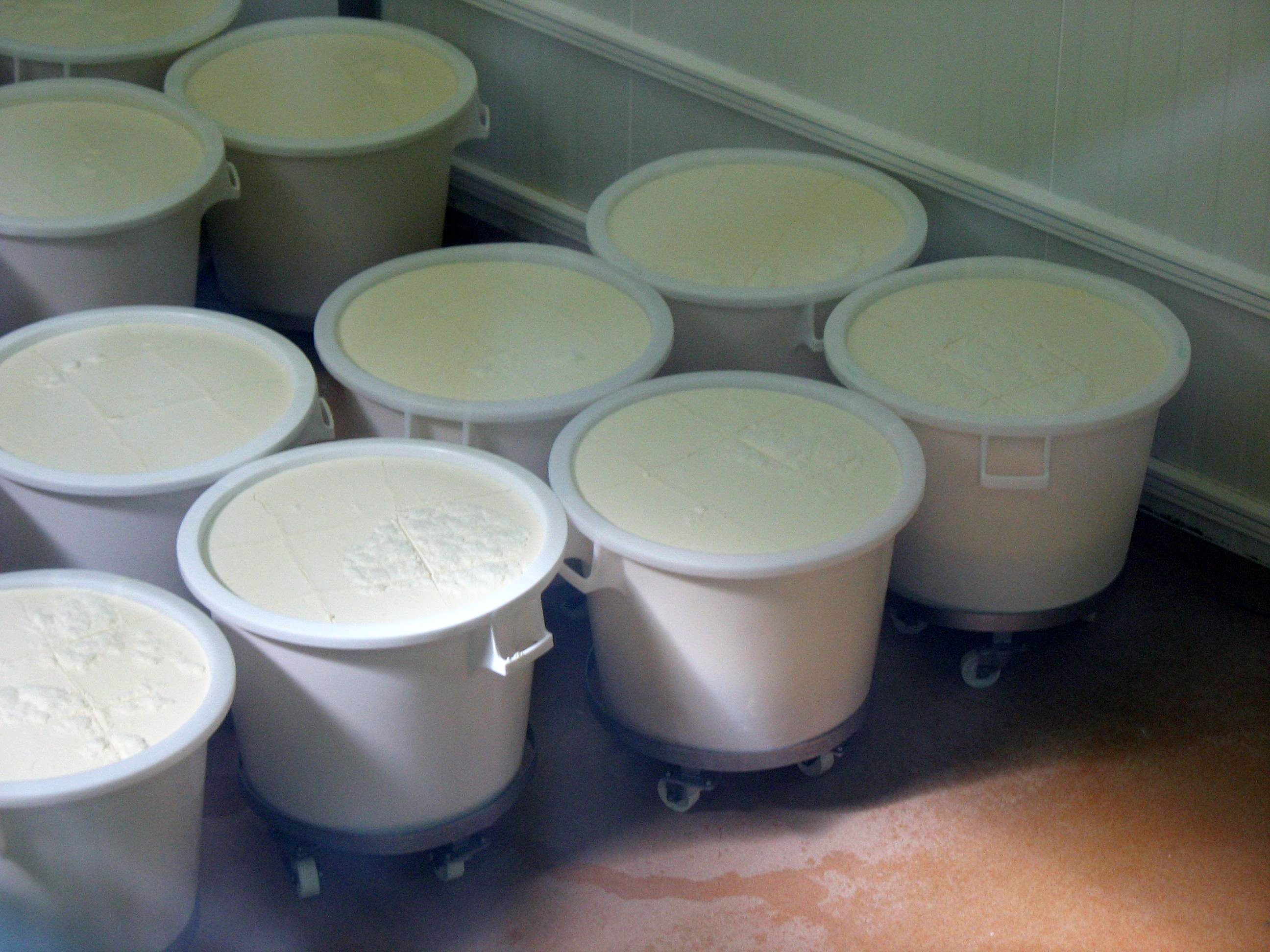
응유

응유(凝乳, 영어: curd 커드[*])는 우유를 응고시켜서 얻어지는 유제품의 일종이다. 보통 우유의 응고는 레닛 또는 레몬 즙, 식초와 같은 섭취 가능한 산성 물질로 인해 일어난다. 이 과정을 거쳐 응고된 우유는 응유가 되기 위해서 휴지(休止)된다. 이런 과정으로 인해 증가된 산성도는 우유에 들어있는 카세인을 덩어리지게 만들고 이때 생기는 덩어리가 바로 응유이다. 또한 우유(갓 짠 우유나 젖산균이 들어간 우유)를 발효시키기 위해서 특정한 조건에 장기간 방치해 놓을 경우 자연적으로 응유가 생성될 수 있다. 산유치즈 역시 이런 방법으로 생산된다.
응유를 생산하는 것은 치즈 제조의 첫번째 단계이기도 하다. 만들어진 응유는 다양한 생김새의 치즈를 만들기 위해 압축되고 건조된다. 응유가 생산되는 과정에서 응유와 유청단백질을 함유하고 있는 진한 액체가 분리되는데 이 액체는 유청이다. 하지만 우유의 단백질 중 유청단백질은 매우 소량이며 거의 대부분은 카세인이다.
남아시아 요리에서는 "커드"라는 단어가 요구르트와 유사한 발효 유제품인 다히를 뜻한다. 또한 응유를 나타낼 때는 "파니르"라는 단어가 쓰인다.

## 이용
주로 제공되는 응유 제품은 지역에 따라 다르며 코티지 치즈, 크바르크, 파머 치즈, 포트 치즈, 케소 블랑코, 인도의 파니르 등이 있다. 단어 "커드"는 유제품을 제외하고도 섭취 가능한 액체를 응고시킨 모든 제품을 뜻하기도 한다.
영국 중에서도 잉글랜드에서는 레닛이 사용되어서 만들어지는 응유가 "정킷"이라고 불린다.
유청을 빼서 건조시키고 휴지 과정을 거치지 않은 치즈 커드는 퀘벡주, 온타리오주의 일부, 애틀랜틱 캐나다와 같은 캐나다의 프랑스어 사용 지역에서 유명하다. 퀘벡주와 온타리오주 동부, 뉴브런즈윅주와 같은 애틀랜틱 캐나다 지방에서는 응유가 주로 푸틴과 같은 소스나 감자 튀김과 함께 제공된다. 위스콘신주와 같은 미국 일부에서는 응유에 빵가루를 묻혀서 튀긴 요리 또한 유명하다.
터키에서는 응유가 케슈(튀르키예어: keş)로 불리기도 하며 효능이 있는 최음제로 알려져 있다. 튀긴 빵과 함께 일반적인 아침 식사로 나오기도 한다. 볼루 주와 종굴다크 주에서는 마카로니와 함께 제공되기도 한다.

## 같이 보기
- 산유치즈
- 치즈 제조
- 파니르